# Meinungsführerschaft
Als Meinungsführer (englisch opinion leaders) bezeichnet man Menschen, die in Bezug auf eine bestimmte Angelegenheit von öffentlichem Interesse (englisch issue) den höchsten Grad an Interessiertheit zeigen sowie sich am häufigsten hierzu äußern. Darauf weisen Gemeindestudien hin sowie die Alltagserfahrung.

## Begriffsgeschichte
Der Begriff wurde durch die 1944 in „The People’s Choice“ veröffentlichte Panelstudie von Paul Felix Lazarsfeld und anderen Wissenschaftlern zur US-Präsidentschaftswahl 1940 bekannt gemacht. Dazu wurde ein Zwei-Stufen-Modell der Kommunikation entwickelt. Die Lazarsfeld-Studie ermittelt die entsprechenden Meinungsführer, indem gefragt wurde, an welche Personen sich die gefragte Person nach Rat zu einer bestimmten Frage wenden würde.
Als Meinungsführer werden auch solche Mediennutzer bezeichnet, die Informationen aus den Medien an die Menschen aus ihrem sozialen Umfeld weitergeben, die die Medien weniger stark nutzen – ein Befund, der im Rahmen einer Panelstudie jedoch nicht gemessen werden konnte, sondern von Lazarsfeld und Kollegen lediglich unterstellt wurde. Neben der verwendeten Methode der Selbsteinschätzung sorgte vor allem dieser nur vermutete Zwei-Stufen-Fluss der Kommunikation in der späteren Rezeption der „People's Choice“-Studie für methodische wie auch inhaltliche Kritik. Erst soziometrische Untersuchungen des Meinungsführer-Phänomens in den 1950er und 1960er Jahren konnten einen Informationsfluss von den Ratgebern zu den Ratsuchenden belegen. Diese Studien zeigten allerdings zugleich, dass die Meinungsführer ihre eigenen Ratgeber haben. Sie identifizierten auf diese Weise die Paarbeziehung von Meinungsführer und Ratsuchendem als einen Baustein innerhalb eines komplexen sozialen Beziehungsgefüges.
Meinungsführerschaft ist Bestandteil von alltäglichen zwischenmenschlichen Beziehungen. Meinungsführer können einen relativ großen Einfluss auf die Entscheidungen ihrer Mitmenschen ausüben. Sie existieren in allen Berufsgruppen und sozioökonomischen Schichten. Ihre Hauptfunktion zeigt sich in der Rolle des Vermittlers zwischen Massenmedien und ihrer sozialen Gruppe. Sie werden von Gruppenmitgliedern nach ihrer Meinung gefragt, geben Ratschläge und Informationen. Meinungsführer sind im Allgemeinen kontaktfreudige Personen, die viele soziale Kontakte pflegen. Es gibt verschiedene Arten von Meinungsführern:
- Polymorphe Meinungsführer: Meinungsführer können in einer Vielzahl von Entscheidungsfeldern als Einflussperson wirken.
- Monomorphe Meinungsführer: Der Einfluss des Meinungsführers konzentriert sich auf einen spezifischen Bereich (z. B. Mode, Politik).
- Lokale Meinungsführer: Meinungsführer, die ihre Interessen auf den engeren Bereich der Gemeinde konzentrieren.
- Kosmopolitische Meinungsführer: Meinungsführer, die ihr Interesse mehr auf Ereignisse auf nationaler und internationaler Ebene richten.[7]

Heutzutage spielt der Zwei-Stufen-Fluss in der Medienwirkungsforschung eine geringere Rolle als noch in den 1960er Jahren, weil die Medien nahezu allgegenwärtig geworden sind und die meisten Menschen direkt erreichen. Andererseits hat das Meinungsführer-Konzept seit seiner Entwicklung durch Lazarsfeld und seine Kollegen zahlreiche Erweiterungen und Modifikationen erfahren. So wurde die Rolle der Meinungsführer in interpersonalen Netzwerken und in der Sozialpsychologie verstärkt untersucht. Auch in der Wahlforschung und für Wahlprognosen wird das Meinungsführer-Konzept verwendet. Es gibt außerdem Parallelen beispielsweise zu den Early-Adopters der Persuasionsforschung und den Avantgardisten, die in der Theorie der Schweigespirale eine wichtige Rolle spielen.